# Челябинский округ
Челябинский округ — административно-территориальная единица Уральской области, существовавшая в 1923—1930 годах.

## История
Челябинский округ был образован постановлением Президиума ВЦИК от 12 ноября 1923 года. Центром округа был назначен город Челябинск. В состав округа вошли все волости Челябинского уезда кроме Звериноголовской, Каминской, Куртамышской, Кипельской и бывших Березовской и Костылевской, а также Коельская волость Троицкого уезда.
Постановлением Президиума Уральского облисполкома от 27 февраля 1924 года волостное и станичное деление в том числе в Челябинском округе в пользу районного деления. В 1929 году был официально объявлен «экспериментальной площадкой для реорганизации органов исполнительной власти»
23 июля 1930 года Челябинский округ, как и большинство остальных округов СССР, постановлением ВЦИК и СНК был упразднён. Его районы отошли в прямое подчинение Уральской области.

## Административное деление
Постановлением Президиума Уральского облисполкома от 27 февраля 1924 года округ был поделён на 16 районов: Бродокалмакский, Воскресенский, Еткульский, Катайский, Коельский, Коровинский, Косухинский, Кочердыкский, Миасский, Мишкинский, Усть-Уйский, Челябинский, Чудиновский, Шумихинский, Щучанский, Яланский. 15 сентября 1926 году Коельский район переименован в Варламовский. Постановлениям Президиума ВЦИК от 30 сентября 1929 года и 30 апреля 1930 года были упразднены Варламовский, Воскресенский, Долговский, Еткульский, Катайский, Кочердыкский, Медведевский, Миасский районы. 
Помимо того, 139 населённых пунктов числилось в «полосе отчуждения».

## Население
Население округа в 1926 году составляло 716,0 тыс. человек. Из них русские — 88,1 %; татары — 4,5 %; башкиры — 3,0 %; украинцы — 2,4 %.